# 七張
七張，是台灣宜蘭縣宜蘭市的一個傳統地域名稱，位於該市東北部。相較於今日行政區，其範圍大致與七張里相近。

## 歷史
台灣清治末期，七張地區為一街庄，稱為「七張庄」，隸屬於民壯圍堡。該庄東北及東與功勞庄為鄰，南邊東段與壯六庄為鄰，南邊西段及西南邊隔宜蘭河與壯七庄、壯一庄為界，西北邊為辛仔罕庄、五間庄。
1901年（日治明治三十四年）11月，廢縣廳改設二十廳，該庄隸屬於宜蘭廳，編入第十六區。1905年（明治三十八年）7月，第十六區改名「民壯圍區」。1909年（明治四十二年）10月，合併二十廳為十二廳，該庄仍隸屬於宜蘭廳。1920年（大正九年），廢十二廳改設五州二廳，該庄改制為「七張」大字，隸屬於臺北州宜蘭郡壯圍庄。1940年10月宜蘭街升格為宜蘭市，該大字併入宜蘭市。
戰後宜蘭市改制為縣轄市，隸屬於臺北縣，大字改制為里。1950年10月，北、基、宜分治，宜蘭市改隸屬於宜蘭縣。

## 聚落
本地區發展較早的聚落有辛仔羅罕、七張、流流等，在日治期初期的官方地圖上已有記載。

## 交通
國道5號又稱「北宜高速公路」，是橫跨台灣東西部的高速公路，大致以北向南蜿蜒經過七張地區中部。由該道路向北可前往礁溪、頭城西南部、坪林、石碇、南港並止於國道3號南港系統交流道，向南可前往達羅東、蘇澳等地。
省道台9線（環市東路三段）又稱「東部幹線」，大致以北北西—南南東走向轉縱向經過本地區西部。由該道向北北西轉西北再轉北可前往礁溪、頭城西南部、坪林、石碇、新店等地，向南繞過宜蘭市區東側可前往五結、羅東、冬山、蘇澳等地。
縣道191號（延平路）是頭城頂埔至宜蘭市區的道路，大致以北北東—南南西走向轉東北—西南走向經過本地區東部並穿越國道5號高橋架下。由該道路向北北東可前往功勞西北部、五間、抵美、踏踏、茅埔、五股、大塭、二圍、中崙、頂埔並止於省道台2庚線路口，向西南可前往壯七並止於省道台7線路口。
鄉道宜10線（忠義路）是七張至過嶺的道路，其西側端點位於本地區中部縣道191號路口。由此向東北東出境後可前往功勞、十三股、過嶺並止於省道台2線路口。
鄉道宜12線（慈安路、七張路）是慈安至後埤的道路，大致以南南西—北北東走向轉西北西—東南東走向再轉西北—東南走向再轉北北西—南南東走向經過本地區。由該道路向南南西可前往壯一地區北部並止於省道台7線路口，向南南東轉東偏南可前往壯六、公館地區後埤並止於省道台2線路口。